# شيرالي
شيرالي هي بلدة في مقاطعة غذار في ولاية قشقداريا في أوزبكستان.